# Victor Harbor
Victor Harbor 35°33′ S 138°37′ E – miasto w Australii Południowej położone na półwyspie Fleurieu, niedaleko Adelaide. 
Prawa miejskie otrzymało w roku 2000, a samo miasto zamieszkuje około 16 000 osób. Przy Victor Harbor znajduje się ogród zoologiczny i 
popularna atrakcja turystyczna Granite Island.